# Mrsać
Mrsać (en serbe cyrillique : Мрсаћ) est une localité de Serbie située sur le territoire de la ville de Kraljevo, district de Raška. Au recensement de 2011, elle comptait 1 307 habitants.
Mrsać est officiellement classé parmi les villages de Serbie.

## Démographie

### Évolution historique de la population
| 1948  | 1953  | 1961  | 1971  | 1981  | 1991  | 2002  | 2011  |
| ----- | ----- | ----- | ----- | ----- | ----- | ----- | ----- |
| 1 228 | 1 284 | 1 361 | 1 410 | 1 450 | 1 490 | 1 350 | 1 307 |

|  |